# 凤岗路站
凤岗路站是青岛地铁1号线的地铁车站，位于中华人民共和国山东省青岛市城阳区凤岗路与白塔路交叉口，于2020年12月24日开通。

## 车站结构
凤岗路站位于凤岗路与白塔路交叉口，沿凤岗路设置，呈南北走向，为地下两层岛式站台车站，车站长283.4米，车站地下一层为站厅层，地下二层为站台层，站台设置全高站台门。车站南侧设有一条单渡线。
| 地面              | 出入口 | B、C、D出入口                                                                                       |
| 地下一层          | 站厅   | 客服中心、自动售票机、验票机                                                                        |
| 地下二层          | 站台   | \| \| \| 1号线往东郭庄（小寨子） \| \| 島式 · 開左邊车门 \| \| \| \| \| \| 1号线往王家港（流亭） \| |
|                   |        | 1号线往东郭庄（小寨子）                                                                             |
| 島式 · 開左邊车门 |        | |
|                   |        | 1号线往王家港（流亭）                                                                               |

## 出入口
凤岗路站目前开放3个出入口，各出口及周围设施如下所示：
| 编号                | 指示                   | 建议前往的目的地 | 图片 |
| ------------------- | ---------------------- | ---------------- | ---- |
| B · 出口            | 凤岗路(西)，白塔路(北) |                  |      |
| C · 出口            | 凤岗路(东)，白塔路(北) | 城中城购物广场   |      |
| D · 出口 · （设有） | 凤岗路(东)，白塔路(南) | 城中城商业街     |      |
| 图例： 设有         |                        |                  |      |

## 接驳交通

### 公交车
- 南城阳：35路，613路，767路，919路，919前海西区间，928路，929路，931路，933路，944路

## 车站历史
本站工程名与公示名为庙头站，正式站名为凤岗路站，以车站所处的凤岗路命名。
- 2017年9月3日，车站主体结构封顶[4]。
- 2020年12月24日，车站随1号线北段通车开通[1]。